# Pauleja
Pauleja o Paduleja fue una villa de La Rioja (España) situada a orillas del río Tirón entre las actuales localidades de Cihuri y Anguciana.
Al desaparecer su territorio fue repartido entre las localidades limítrofes, entre ellas Haro, donde todavía se conserva el pago de Pauleja.